# 1309

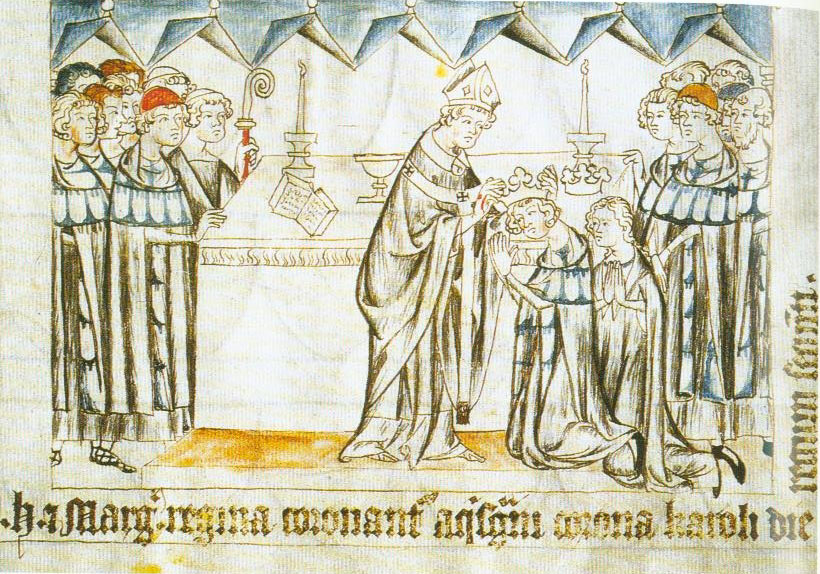
Hendrik VII gekroond

Het jaar 1309 is het 9e jaar in de 14e eeuw volgens de christelijke jaartelling.

## Gebeurtenissen
januari
- 6 - Hendrik VII wordt in Aken gekroond als koning van Duitsland.

juni
- juni - De Spaanse veldheer Alonzo Pérez de Guzmán belegert ]Gibraltar vanaf land en vanuit zee.

juli
- 25 - Paus Clemens V verleent in Avignon, waar hij zich heeft gevestigd na zijn vertrek uit Rome, een aflaat van honderd jaren aan de deelnemers van de Armenkruistocht. Daarmee scheept hij hen af in plaats van hen in te schepen naar het Heilig Land, zoals ze hem hadden gevraagd.

september
- 12 - Kroonprins Alfons van Portugal trouwt met Beatrix van Castilië.
- 13 - Verdrag van Soldin: De Duitse Orde koopt voor 10.000 zilvermark de aanspraken van Brandenburg op Dantzig en het grootste deel van Pommerellen.
- Alonzo Pérez de Guzmán namens Ferdinand IV van Castilië verovert Gibraltar.

zonder datum
- De Orde van Sint Jan verovert een deel van de Dodekanesos en sticht een eigen staat rond Rodos.
- Denemarken en Noorwegen sluiten een vredesverdrag na lange tijd van oorlog.
- Unterwalden wordt een Rijksvrijheid.
- Het Bogardenklooster in 's-Hertogenbosch wordt gesticht.
- Op het kasteel van Born vindt een pogrom plaats: 110 Joden, afkomstig uit Sittard en Susteren, en door Jan van Valkenburg op het kasteel in bescherming genomen, worden door een meute afgeslacht, waarbij het kasteel in brand wordt gestoken.
- oudst bekende vermelding: Gewande

## Opvolging
- Augsburg - Frederik I Späth van Faimingen als opvolger van Degenhard van Hellenstein
- kanaat van Chagatai - Taliqu opgevolgd door Kebek
- Glogau - Hendrik III opgevolgd door zijn echtgenote Mathilde van Brunswijk
- Granada - Mohammed III opgevolgd door Nasr
- Majapahit (Java) - Raden Wijaya opgevolgd door zijn zoon Jayanegara
- Mamelukken (Egypte) - An-Nasir Mohammed opgevolgd door Baibars II op zijn beurt opnieuw opgevolgd door an-Nasir Mohammed
- Mantua - Guido I opgevolgd door Rainaldo
- Napels - Karel II opgevolgd door zijn zoon Robert
- Wolgast - Bogislaw IV opgevolgd door Wartislaw IV

## Afbeeldingen

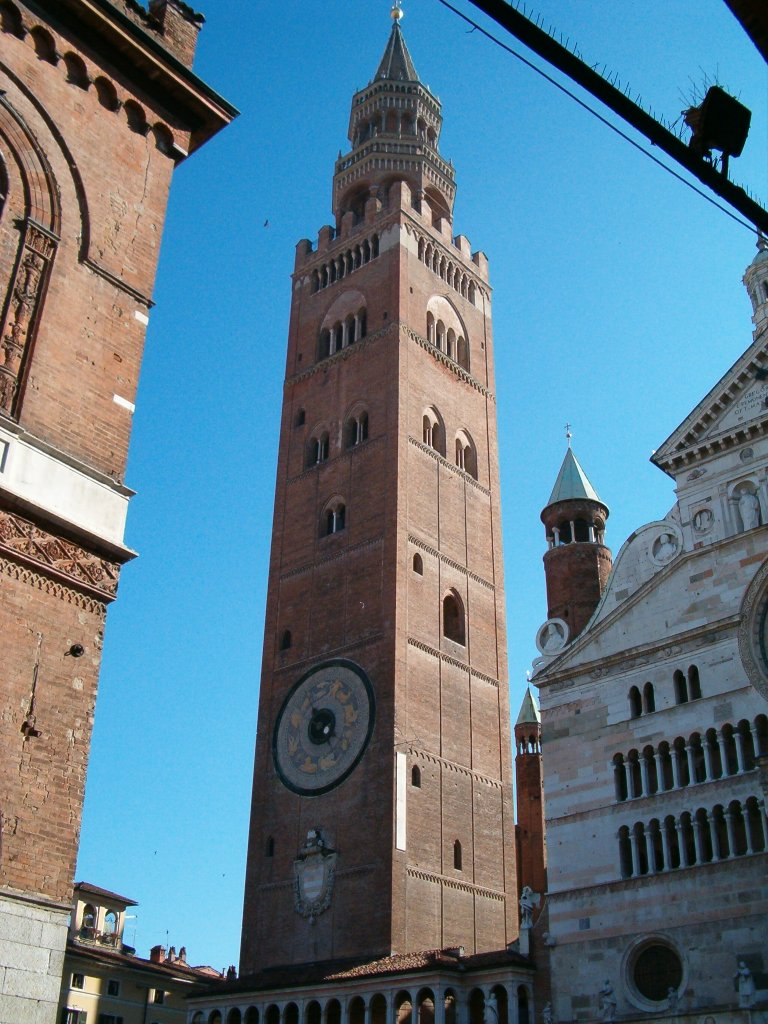
Torrazzo, Cremona, voltooid 1309
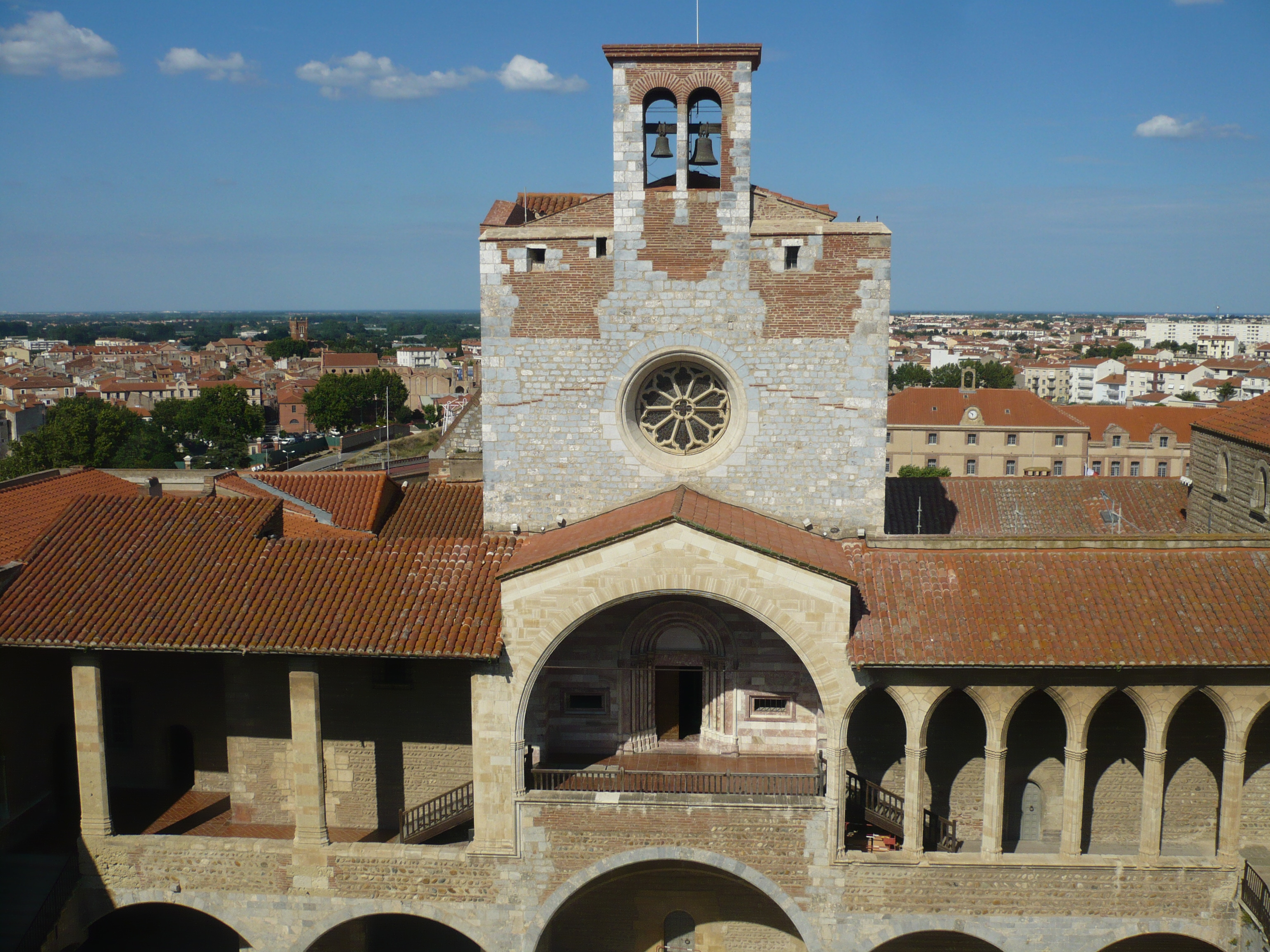
paleis van de koningen van Majorca, Perpignan, voltooid 1309
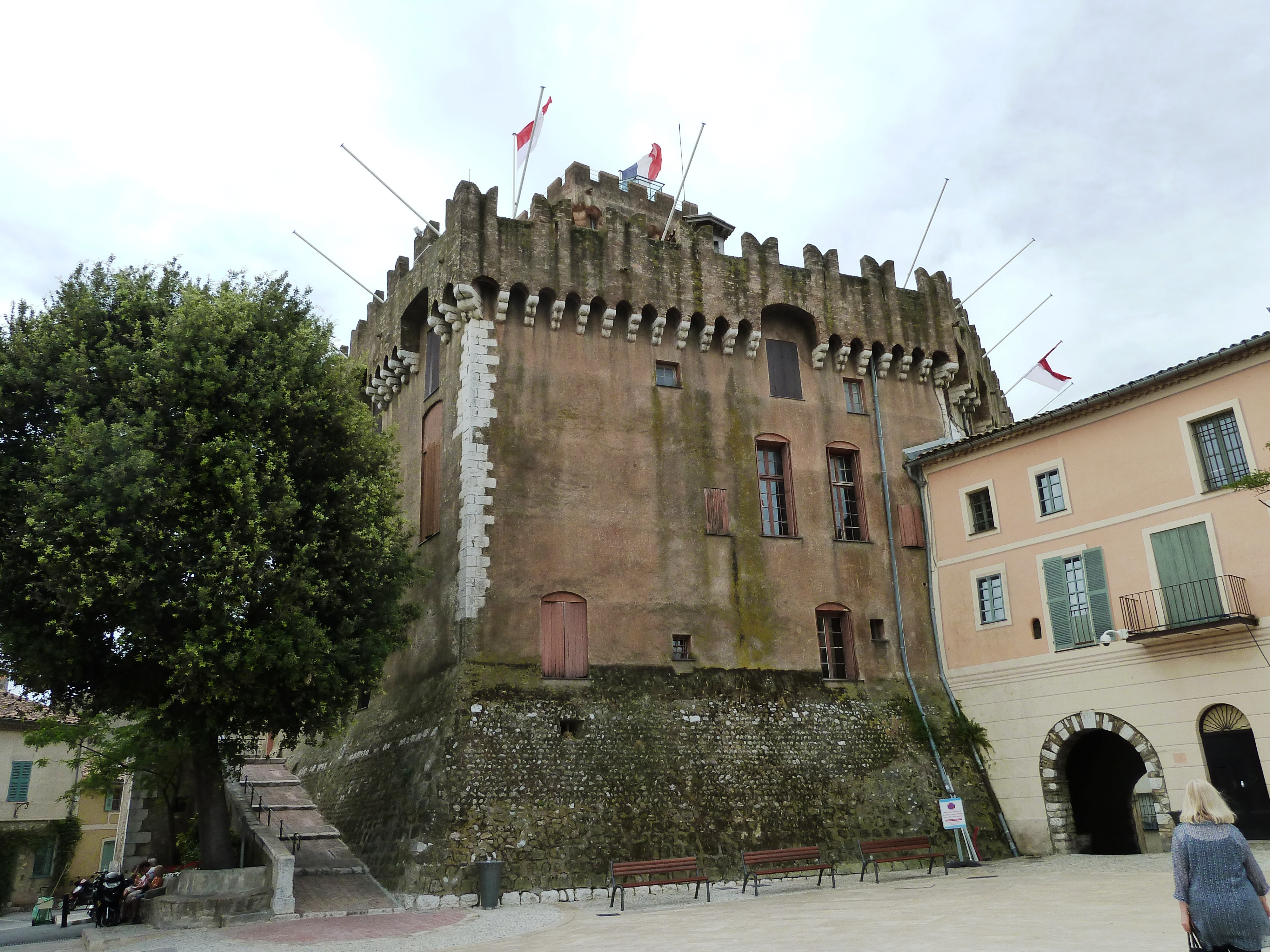
Château Grimaldi, Cagnes, 1309

## Geboren
- 9 juni - Ruprecht I, paltsgraaf aan de Rijn
- Firuz Shah Tughluq, sultan van Delhi (1351-1388)
- Johan I van Nassau-Weilburg, graaf van Nassau-Weilburg (overleden 1371)
- Leo V, koning van Armenië (1320-1341)
- Tsalpa Künga Dorje, Tibetaans vorst en schrijver
- Anna van Litouwen, echtgenote van Casimir III van Polen (jaartal bij benadering)
- Johan II van Neurenberg, Duits edelman (jaartal bij benadering)

## Overleden
- 4 januari - Angela van Foligno (~60), Italiaans mystica
- 20 maart - Hubert I van Culemborg, Utrechts edelman
- 6 mei - Karel II, koning van Napels (1285-1309)
- 13 juli - Jan I van Nassau, elect van Utrecht (1267-1290)
- 27 november - Otto IV van Brandenburg (~70), Duits edelman
- 3 december - Hendrik III van Glogau, Pools edelman
- Wouter II van Montfaucon, Frans edelman